# Яков I Солунски
Яков I (на гръцки: Ιάκωβος Α΄) е византийски православен духовник от ΧIV век, солунски митрополит.

## Биография
Преди да стъпи на солунския престол Яков е игумен на светогорския манастир Великата Лавра до април 1290 година. Като игумен на Лаврата е споменат в различни манастирски документи, като например документ на манастира Кутлумуш от февруари 1270 година и на Хилендар от 31 август 1288 година. Първото свидетелство за Яков като солунски митрополит е документ от 1295 година, в който той се е подписал като „смиреният митрополит на Солун ипертим и екзарх на цяла Тесалия Яков“ („ό ταπεινός μ(ητ)ροπολίτ(ης) τ(ής) Θεσσαλονίκης ύπέρτιμος καί έξαρχος πάσης Θετταλίας Ιάκωβος“). Същият подпис на Яков като митрополит се намира в документ от 1299 година на Зографския манастир.
На един печат, датиран към края на XIII век се чете „Ιακώβου σφράγισμα Θεσσαλονίκης Χριστόν τεκοϋσαν καί [τόν] μάρτυρα φέρον“. Яков вероятно остава глава на Солунската епархия поне до 1306 година, когато името му е споменато за последен път в литургически ръкопис на манастира Есфигмен. От издадени документи от Ватиканската библиотека се разбира, че митрополит Яков се връща на Света гора, където умира като монах Исак.